# Fuorcla Pischa (Pontresina)
Die Fuorcla Pischa ⓘ (rätoromanisch im Idiom Puter fuorcla ‚kleinerer Bergübergang, Pass‘ und pischa ‚Urin, Harnstrahl, Wasserfall‘) ist ein Alpenpass auf Gemeindegebiet von Pontresina im Kanton Graubünden in den schweizerischen Alpen.  Mit einer Scheitelhöhe von 2835 m ü. M. verbindet er die Val Languard im Westen mit der Hochebene S-chüdella im Osten. Der Pass befindet sich zwischen dem Muot da la Pischa im Norden und dem Piz Albris im Süden.

## Lage und Umgebung

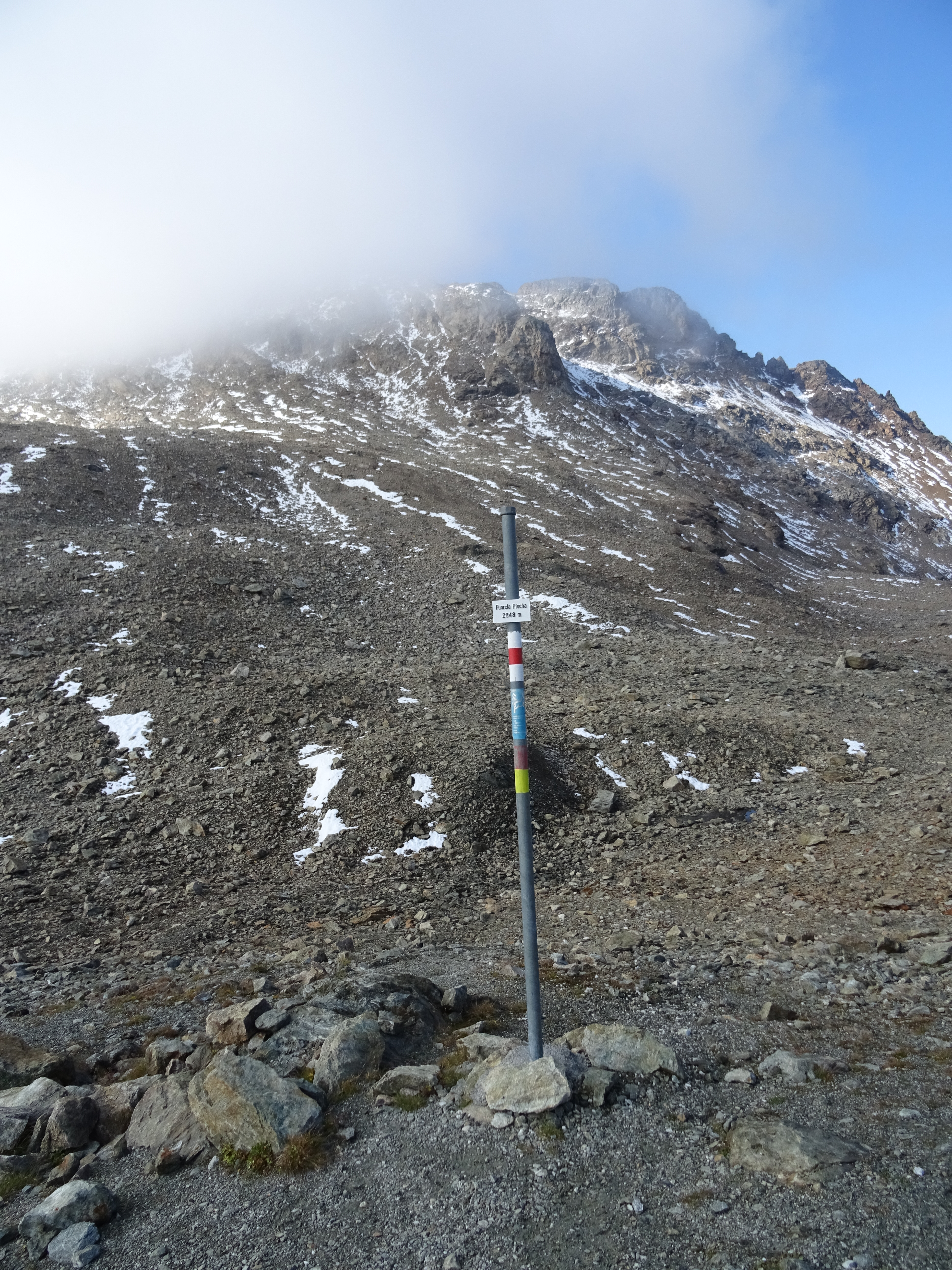
Markierung auf der Fuorcla Pischa.

Die Fuorcla Pischa gehört zur Gruppe des Piz Languard, einer Untergruppe der Livigno-Alpen. Der Pass befindet sich vollständig auf Gemeindegebiet von Pontresina. Die Fuorcla Pischa wird im Westen durch die Val Languard, ein Seitental der Val Bernina, und im Osten durch die S-chüdella, einer Hochebene oberhalb der Val Pischa, einem Seitental der Val da Fain, eingefasst. Sie verbindet den Muot da la Pischa (3024 m) im Norden (ein Gipfel südlich des Piz Languard) mit dem Piz Albris (3166 m) im Süden.
Westlich der Fuorcla da Pischa befinden sich mehrere Seen, unter anderem der Lej Languard und die Lejs d’Albris. Im Osten befindet sich der Lej da Pischa.
Talort ist Pontresina, häufiger Ausgangspunkt Bernina Suot.

## Routen zum Pass

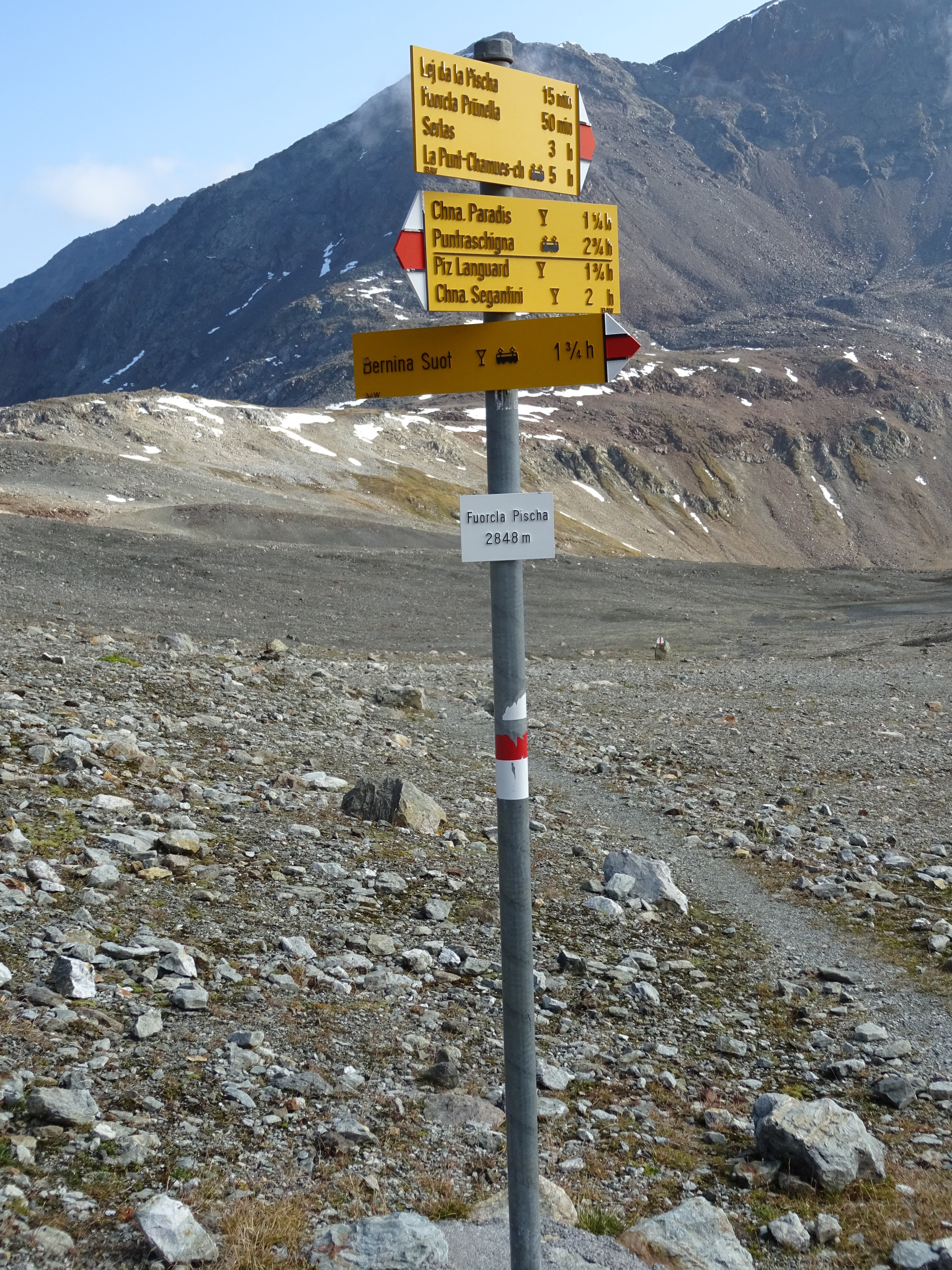
Wegweiser in der Nähe der Fuorcla Pischa.

### Von Bernina Suot
- Ausgangspunkt: Bernina Suot (2045 m)
- Via: Alp Bernina, Val Pischa, Lej da Pischa
- Schwierigkeit: BG, als Wanderweg weiss-rot-weiss markiert
- Zeitaufwand: 3 Stunden

### Von Pontresina
- Ausgangspunkt: Pontresina (1805 m) oder Alp Languard (2327 m)
- Via: Plaun da l’Esen
- Schwierigkeit: EB, als Wanderweg weiss-rot-weiss markiert
- Zeitaufwand: 4½ Stunden von Pontresina oder 3 Stunden von Alp Languard

### Von Muottas Muragl
- Ausgangspunkt: Muottas Muragl (2454 m)
- Via: Segantinihütte (2732 m), Plaun da l’Esen
- Schwierigkeit: EB, als Wanderweg weiss-rot-weiss markiert
- Zeitaufwand: 4½ Stunden

### Von La Punt Chamues-ch
- Ausgangspunkt: La Punt Chamues-ch (1708 m)
- Via:

1. Val Chamuera, Val Prüna, Fuorcla Prüna (2835 m)
2. Val Chamuera, Alp Prünella, Fuorcla Prünella (2825 m), Lej Tschüffer (2751 m), Fuorcla Tschüffer (2832 m), Lej da Pischa (2770 m)

- Schwierigkeit:

1. EB
2. BG, als Wanderweg weiss-rot-weiss markiert

- Zeitaufwand:

1. 5½ Stunden
2. 6¼ Stunden